# Список Героев Советского Союза (Бойцов — Бортник)
В настоящем списке представлены в алфавитном порядке все Герои Советского Союза, чьи фамилии начинаются с буквы «Б» (всего 983 человека, из них 12 удостоены этого звания дважды, один — трижды и один — четырежды). Список содержит даты Указов Президиума Верховного Совета СССР о присвоении звания, информацию о роде войск, должности и воинском звании Героев на дату представления к присвоению звания Героя Советского Союза, годах их жизни.
Ударения в фамилиях Героев приведены по книге «Герои Советского Союза: Краткий биографический словарь / Пред. ред. коллегии И. Н. Шкадов. — М.: Воениздат, 1987. — Т. 1 /Абаев — Любичев/. — 911 с. — 100 000 экз. — ISBN отс., Рег. № в РКП 87-95382.».
- Персиковым цветом  в таблице выделены Герои, удостоенные звания дважды и более раз.
- Серым цветом  в таблице выделены Герои, представленные к званию посмертно.

| Навигационная таблица | Навигационная таблица                |
| --------------------- | ------------------------------------ |
| «Б»                   | Бабаджанян Амазасп — Балебин Василий |
| «Б»                   | Баленко Александр — Батяев Василий   |
| «Б»                   | Бахаев Степан — Белоусов Павел       |
| «Б»                   | Белоусов Степан — Бирченко Иван      |
| «Б»                   | Бирюзов Сергей — Бойцов Игорь        |
| «Б»                   | Бойцов Филипп — Бортник Роман        |
| «Б»                   | Бортовский Матвей — Булаев Александр |
| «Б»                   | Булаенко Иван — Бяков Алексей        |

| № п/п | Фамилия Имя Отчество                                                                    | Дата Указа            | Род войск    | Должность | Звание                    | Годы жизни                                 | БС ГС НЛ                        |
| ----- | --------------------------------------------------------------------------------------- | --------------------- | ------------ | --- | ------------------------- | ------------------------------------------ | ------------------------------- |
| 609   | Бойцо́в Филипп Степанович                                                                | 23.02.1945            | авиация      | командир звена 74-го гвардейского штурмового авиационного полка 1-й гвардейской штурмовой авиационной дивизии 1-й воздушной армии 3-го Белорусского фронта | гвардии старший лейтенант | 17.09.1917 — 28.03.1999                    | [ БС 1 ] [ ГС 1 ] [ НЛ 1 ]      |
| 610   | Бо́йченко Виктор Кузьмич                                                                 | 01.11.1943            | пехота       | разведчик 496-й отдельной разведывательной роты 236-й стрелковой дивизии 46-й армии Юго-Западного фронта | ефрейтор                  | 21.07.1925 — 26.12.2012                    | [ БС 1 ] [ ГС 2 ] [ НЛ 2 ]      |
| 611   | Бока́нев Алексей Михайлович                                                              | 24.03.1945            | пехота       | стрелок 4-й роты 498-го стрелкового полка 132-й стрелковой дивизии 47-й армии 1-го Белорусского фронта | красноармеец              | 1896 — 18.01.1969                          | [ БС 1 ] [ ГС 3 ] [ НЛ 3 ]      |
| 612   | Бо́кий Николай Андреевич                                                                 | 24.07.1943            | авиация      | командир звена 2-го гвардейского истребительного авиационного полка 6-й истребительной авиационной бригады ВВС Северного флота | гвардии младший лейтенант | 22.11.1918 — 09.09.1995                    | [ БС 1 ] [ ГС 4 ] [ НЛ 4 ]      |
| 613   | Болба́с Александр Карпович бел. Болбас Аляксандр Карпавіч                                | 10.01.1944            | комиссар     | заместитель по политической части командира мотострелкового батальона 11-й мотострелковой бригады 10-го танкового корпуса 40-й армии Воронежского фронта | капитан                   | 28.11.1911 — 07.06.2008                    | [ БС 1 ] [ ГС 5 ] [ НЛ 5 ]      |
| 614   | Болга́рин Сергей Иванович рум. Bolgarin Serghei Ivanovici                                | 24.03.1945            | кавалерия    | наводчик станкового пулемёта 86-го кавалерийского полка 32-й кавалерийской дивизии 3-го гвардейского кавалерийского корпуса 3-го Белорусского фронта | ефрейтор                  | 10.10.1925 — 10.02.2002                    | [ БС 1 ] [ ГС 6 ] [ НЛ 6 ]      |
| 615   | Бо́лдун Иван Корнеевич укр. Болдун Іван Корнійович                                       | 15.01.1944            | пехота       | командир отделения разведки 1323-го стрелкового полка 415-й стрелковой дивизии 61-й армии Центрального фронта | старшина                  | 22.06.1918 — 07.12.1981                    | [ БС 2 ] [ ГС 7 ] [ НЛ 7 ]      |
| 616   | Бо́лдырев Александр Иванович                                                             | 31.05.1945            | танкист      | старший механик-водитель САУ-122 347-го гвардейского самоходного артиллерийского полка 1-го механизированного корпуса 2-й гвардейской танковой армии 1-го Белорусского фронта | гвардии техник-лейтенант  | 06.06.1923 — 15.07.1999                    | [ БС 3 ] [ ГС 8 ] [ НЛ 8 ]      |
| 617   | Бо́лесов Иван Егорович                                                                   | 21.03.1940            | танкист      | механик-водитель танка Т-26 62-го танкового полка 86-й мотострелковой дивизии 7-й армии Северо-Западного фронта | младший комвзвод          | 16.11.1917 — 12.03.1940                    | [ БС 3 ] [ ГС 9 ] [ НЛ 9 ]      |
| 618   | Болоду́рин Иван Петрович                                                                 | 15.01.1944            | пехота       | командир пулемётного отделения 234-го гвардейского стрелкового полка 76-й гвардейской стрелковой дивизии 61-й армии Центрального фронта | гвардии сержант           | 01.02.1905 — 29.09.1943                    | [ БС 3 ] [ ГС 10 ] [ НЛ 10 ]    |
| 619   | Боло́то Пётр Осипович укр. Болото Петро Йосипович                                        | 05.11.1942            | пехота       | первый номер расчёта противотанкового ружья 84-го гвардейского стрелкового полка 33-й гвардейской стрелковой дивизии 60-й армии Сталинградского фронта | гвардии младший сержант   | 22.06.1909 — 09.10.1966                    | [ БС 3 ] [ ГС 11 ] [ НЛ 11 ]    |
| 620   | Бо́лотов Андрей Иванович                                                                 | 15.01.1944            | пехота       | командир роты 467-го стрелкового полка 81-й стрелковой дивизии 61-й армии Центрального фронта | старший лейтенант         | 12.08.1919 — 04.11.1988                    | [ БС 3 ] [ ГС 12 ] [ НЛ 12 ]    |
| 621   | Бо́лотов Василий Гаврилович                                                              | 12.04.1942            | авиация      | помощник командира эскадрильи 61-го штурмового авиационного полка 47-й смешанной авиационной дивизии Западного фронта | старший лейтенант         | 13.03.1908 — 16.10.1976                    | [ БС 3 ] [ ГС 13 ] [ НЛ 13 ]    |
| 622   | Бо́лотов Павел Васильевич                                                                | 27.02.1945            | танкист      | командир роты танков 108-й танковой бригады 9-го танкового корпуса 33-й армии 1-го Белорусского фронта | капитан                   | 12.01.1916 — 16.09.1985                    | [ БС 4 ] [ ГС 14 ] [ НЛ 14 ]    |
| 623   | Болсуно́вский Павел Филиппович укр. Болсуновський Павло Пилипович                        | 27.06.1945            | артиллерия   | командир 791-го артиллерийского полка 254-й стрелковой дивизии 52-й армии 1-го Украинского фронта | подполковник              | 09.07.1915 — 26.04.1945                    | [ БС 5 ] [ ГС 15 ] [ НЛ 15 ]    |
| 624   | Болта́ев Георгий Семёнович                                                               | 31.05.1945            | пехота       | командир роты автоматчиков 172-го гвардейского стрелкового полка 57-й гвардейской стрелковой дивизии 8-й гвардейской армии 1-го Белорусского фронта | гвардии капитан           | 05.04.1914 — 13.08.1986                    | [ БС 5 ] [ ГС 16 ] [ НЛ 16 ]    |
| 625   | Болте́нков Пётр Михайлович                                                               | 22.02.1944            | инженер      | командир сапёрного взвода 270-го гвардейского стрелкового полка 89-й гвардейской стрелковой дивизии 37-й армии Степного фронта | гвардии старший сержант   | 18.06.1908 — 18.02.1986                    | [ БС 5 ] [ ГС 17 ] [ НЛ 17 ]    |
| 626   | Болту́шкин Александр Павлович                                                            | 18.05.1943            | пехота       | помощник командира взвода 78-го гвардейского стрелкового полка 25-й гвардейской стрелковой дивизии 6-й армии Юго-Западного фронта | гвардии старший сержант   | 05.04.1904 — 05.03.1943                    | [ БС 5 ] [ ГС 18 ] [ НЛ 18 ]    |
| 627   | Болхови́тин Иван Григорьевич                                                             | 13.11.1943            | артиллерия   | командир орудия 576-го артиллерийского полка 167-й стрелковой дивизии 38-й армии Воронежского фронта | старший сержант           | 27.03.1907 — 19.05.1948                    | [ БС 5 ] [ ГС 19 ] [ НЛ 19 ]    |
| 628   | Большако́в Дмитрий Иванович                                                              | 31.05.1945            | пехота       | разведчик 140-го гвардейского стрелкового полка 47-й гвардейской стрелковой дивизии 8-й гвардейской армии 1-го Белорусского фронта | гвардии младший сержант   | 08.11.1921 — 20.03.1988                    | [ БС 6 ] [ ГС 20 ] [ НЛ 20 ]    |
| 629   | Большако́в Никифор Григорьевич                                                           | 15.01.1940            | артиллерия   | командир дивизиона 301-го гаубичного артиллерийского полка 7-й армии Северо-Западного фронта | старший лейтенант         | 17.02.1902 — 28.08.1941 (пропал без вести) | ——                              |
| 630   | Большако́в Сергей Петрович                                                               | 23.05.1945            | артиллерия   | командир батареи 426-го истребительно-противотанкового артиллерийского полка 6-й отдельной истребительно-противотанковой артиллерийской бригады РГК в составе 38-й армии 4-го Украинского фронта | старший лейтенант         | 03.12.1918 — 04.06.1960                    | [ БС 7 ] [ ГС 22 ] [ НЛ 21 ]    |
| 631   | Бо́ндарев Александр Митрофанович                                                         | 10.01.1944            | пехота       | командир взвода 520-го стрелкового полка 167-й стрелковой дивизии 38-й армии 1-го Украинского фронта | младший лейтенант         | 30.05.1923 — 09.07.1996                    | [ БС 7 ] [ ГС 23 ] [ НЛ 22 ]    |
| 632   | Бо́ндарев Андрей Леонтьевич укр. Бондарєв Андрій Леонтійович                             | 16.10.1943            | генерал      | командир 17-го гвардейского стрелкового корпуса 13-й армии Центрального фронта | гвардии генерал-лейтенант | 20.08.1901 — 23.09.1961                    | [ БС 7 ] [ ГС 24 ] [ НЛ 23 ]    |
| 633   | Бо́ндарев Дмитрий Иванович                                                               | 23.10.1943            | пехота       | разведчик взвода пешей разведки 955-го стрелкового полка 309-й стрелковой дивизии 40-й армии Воронежского фронта | красноармеец              | 15.05.1921 — 31.08.1968                    | [ БС 7 ] [ ГС 25 ] [ НЛ 24 ]    |
| 634   | Бо́ндарев Иван Иванович                                                                  | 27.02.1945            | танкист      | механик-водитель танка 49-й гвардейской танковой бригады 12-го гвардейского танкового корпуса 2-й гвардейской танковой армии 1-го Белорусского фронта | гвардии старший сержант   | 1917 — 04.03.1945                          | [ БС 7 ] [ ГС 26 ] [ НЛ 25 ]    |
| 635   | Бо́ндарев Матвей Арсентьевич                                                             | 10.04.1945            | артиллерия   | заместитель командира дивизиона 32-го гвардейского артиллерийского полка 13-й гвардейской стрелковой дивизии 5-й гвардейской армии 1-го Украинского фронта | гвардии капитан           | 06.04.1913 — 24.01.1945                    | [ БС 8 ] [ ГС 27 ] [ НЛ 26 ]    |
| 636   | Бондаре́нко Алексей Дмитриевич                                                           | 01.09.1942            | партизан     | организатор и руководитель партизанского движения в Орловской области РСФСР, комиссар объединённых партизанских бригад южных и юго-западных районов Орловской области | —                         | 12.08.1911 — 14.12.1956                    | [ БС 9 ] [ ГС 28 ] [ НЛ 27 ]    |
| 637   | Бондаре́нко Василий Емельянович укр. Бондаренко Василь Омелянович                        | 27.02.1945            | пехота       | командир роты 487-го стрелкового полка 143-й стрелковой дивизии 47-й армии 1-го Белорусского фронта | старший лейтенант         | 14.03.1923 — 11.03.1973                    | [ БС 9 ] [ ГС 29 ] [ НЛ 28 ]    |
| 638   | Бондаре́нко Василий Ефимович укр. Бондаренко Василь Юхимович                             | 27.06.1945            | авиация      | командир звена 16-го гвардейского истребительного авиационного полка 9-й гвардейской истребительной авиационной дивизии 6-го гвардейского истребительного авиационного корпуса 2-й воздушной армии 1-го Украинского фронта | гвардии старший лейтенант | 23.04.1922 — 20.02.2001                    | [ БС 9 ] [ ГС 30 ] [ НЛ 29 ]    |
| 639   | Бондаре́нко Владимир Илларионович                                                        | 02.05.1945            | партизан     | активный участник партизанской борьбы на Украине, минёр Черниговско-Волынского партизанского соединения | —                         | 15.07.1914 — 06.11.1943                    | [ БС 9 ] [ ГС 31 ] [ НЛ 30 ]    |
| 640   | Бондаре́нко Владимир Павлович                                                            | 16.05.1944            | комиссар     | комсорг батальона 694-го стрелкового полка 383-й стрелковой дивизии Отдельной Приморской армии | лейтенант                 | 1924 — 20.12.1943                          | [ БС 9 ] [ ГС 32 ] [ НЛ 31 ]    |
| 641   | Бондаре́нко Иван Антонович укр. Бондаренко Іван Антонович                                | 03.06.1944            | пехота       | командир 1041-го стрелкового полка 223-й стрелковой дивизии 57-й армии 3-го Украинского фронта | майор                     | 1914 — 26.03.1944                          | [ БС 9 ] [ ГС 33 ] [ НЛ 32 ]    |
| 642   | Бондаре́нко Иван Максимович укр. Бондаренко Іван Максимович                              | 24.03.1945            | пехота       | командир батальона 459-го стрелкового полка 42-й стрелковой дивизии 49-й армии 2-го Белорусского фронта | капитан                   | 30.03.1918 — 15.11.1997                    | [ БС 10 ] [ ГС 34 ] [ НЛ 33 ]   |
| 643   | Бондаре́нко Михаил Григорьевич укр. Бондаренко Михайло Григорович                        | 22.01.1944            | морской флот | командир 9-го дивизиона катеров-тральщиков Охраны водного района главной базы Черноморского флота | капитан-лейтенант         | 1912 — 08.11.1943                          | ——                              |
| 644   | Бондаре́нко Михаил Захарович укр. Бондаренко Михайло Захарович                           | 06.06.1942 24.08.1943 | авиация      | командир эскадрильи 198-го штурмового авиационного полка 4-й ударной авиационной группы Ставки Верховного Главнокомандования Западного фронта штурман 198-го штурмового авиационного полка 233-й штурмовой авиационной дивизии 1-й воздушной армии Западного фронта | лейтенант майор           | 20.10.1913 — 27.07.1947                    | [ БС 11 ] [ ГС 36 ] [ НЛ 34 ]   |
| 645   | Бондаре́нко Михаил Иванович                                                              | 24.12.1943            | артиллерия   | орудийный номер 981-го зенитно-артиллерийского полка 9-й зенитной дивизии РГК в составе 40-й армии 1-го Украинского фронта | красноармеец              | 10.12.1901 — 22.10.1943                    | [ БС 11 ] [ ГС 37 ] [ НЛ 35 ]   |
| 646   | Бондаре́нко Пётр Николаевич укр. Бондаренко Петро Миколайович                            | 26.10.1943            | артиллерия   | наводчик орудия 115-го гвардейского армейского истребительно-противотанкового артиллерийского полка 7-й гвардейской армии 2-го Украинского фронта | гвардии младший сержант   | 25.02.1921 — 07.10.1943                    | [ БС 11 ] [ ГС 38 ] [ НЛ 36 ]   |
| 647   | Бондаре́нко Яков Александрович укр. Бондаренко Яків Олександрович                        | 21.07.1942            | пехота       | стрелок 1075-го стрелкового полка 316-й стрелковой дивизии 16-й армии Западного фронта | красноармеец              | 1905 — 16.11.1941                          | [ БС 11 ] [ ГС 39 ] [ НЛ 37 ]   |
| 648   | Бондарчу́к Филипп Яковлевич укр. Бондарчук Пилип Якович                                  | 24.03.1945            | пехота       | снайпер 132-го гвардейского стрелкового полка 42-й гвардейской стрелковой дивизии 40-й армии 2-го Украинского фронта | гвардии младший сержант   | 1906 — 22.08.1944                          | [ БС 11 ] [ ГС 40 ] [ НЛ 38 ]   |
| 649   | Бо́ндарь Александр Алексеевич                                                            | 19.08.1944            | авиация      | заместитель командира и штурман эскадрильи 866-го истребительного авиационного полка 288-й истребительной авиационной дивизии 17-й воздушной армии 3-го Украинского фронта | старший лейтенант         | 02.09.1922 — 14.05.1992                    | [ БС 11 ] [ ГС 41 ] [ НЛ 39 ]   |
| 650   | Бо́ндарь Александр Афанасьевич укр. Бондар Олександр Опанасович                          | 13.04.1944            | авиация      | командир эскадрильи 59-го гвардейского штурмового авиационного полка 2-й гвардейской штурмовой авиационной дивизии 16-й воздушной армии Белорусского фронта | гвардии капитан           | 24.02.1916 — 24.02.1943                    | [ БС 12 ] [ ГС 42 ] [ НЛ 40 ]   |
| 651   | Бо́ндарь Антон Филиппович укр. Бондар Антон Пилипович                                    | 23.09.1944            | пехота       | командир орудия 4-го гвардейского стрелкового полка 6-й гвардейской стрелковой дивизии 13-й армии 1-го Украинского фронта | гвардии старший сержант   | 22.06.1913 — 31.01.1997                    | [ БС 13 ] [ ГС 43 ] [ НЛ 41 ]   |
| 652   | Бо́ндарь Владимир Павлович укр. Бондар Володимир Павлович                                | 23.05.1945            | артиллерия   | командир орудия 1672-го истребительно-противотанкового артиллерийского полка РГК в составе 18-й армии 4-го Украинского фронта | старший сержант           | 13.07.1913 — 15.01.1992                    | [ БС 13 ] [ ГС 44 ] [ НЛ 42 ]   |
| 653   | Бо́ндарь Георгий Герасимович укр. Бондар Георгій Герасимович                             | 23.10.1943            | пехота       | командир миномётного взвода 957-го стрелкового полка 309-й стрелковой дивизии 40-й армии Воронежского фронта | младший лейтенант         | 30.08.1910 — 03.04.1945                    | [ БС 13 ] [ ГС 45 ] [ НЛ 43 ]   |
| 654   | Бо́ндарь Иван Калистратович (Бондарь Иван Каллистратович) укр. Бондар Іван Калістратович | 23.05.1945            | артиллерия   | командующий артиллерией 87-й стрелковой дивизии 2-й гвардейской армии 4-го Украинского фронта | подполковник              | 29.12.1914 — 16.04.1944                    | [ БС 13 ] [ ГС 46 ] [ НЛ 44 ]   |
| 655   | Бо́нин Анатолий Петрович                                                                 | 10.01.1944            | пехота       | помощник начальника штаба по разведке 358-го стрелкового полка 136-й стрелковой дивизии 38-й армии Воронежского фронта | лейтенант                 | 15.08.1915 — 02.12.1981                    | [ БС 13 ] [ ГС 47 ] [ НЛ 45 ]   |
| 656   | Бо́нин Виктор Егорович                                                                   | 24.03.1945            | танкист      | командир танка Т-34 108-й танковой бригады 9-го танкового корпуса 33-й армии 1-го Белорусского фронта | младший лейтенант         | 01.03.1918 — 31.03.1993                    | [ БС 13 ] [ ГС 48 ] [ НЛ 46 ]   |
| 657   | Бордако́в Григорий Фокович укр. Бордаков Григорій Фокич                                  | 10.04.1945            | пехота       | командир взвода 904-го стрелкового полка 245-й стрелковой дивизии 59-й армии 1-го Украинского фронта | сержант                   | 10.10.1924 — 11.04.1997                    | [ БС 13 ] [ ГС 49 ] [ НЛ 47 ]   |
| 658   | Бордуно́в Алексей Николаевич                                                             | 19.04.1945            | пехота       | стрелок 1344-го стрелкового полка 319-й стрелковой дивизии 43-й армии 3-го Белорусского фронта | красноармеец              | 1925 — 14.04.1945                          | [ БС 14 ] [ ГС 50 ] [ НЛ 48 ]   |
| 659   | Бордуно́в Виктор Никитович                                                               | 24.03.1945            | пехота       | помощник командира взвода 664-го стрелкового полка 130-й стрелковой дивизии 28-й армии 1-го Белорусского фронта | сержант                   | 24.09.1920 — 04.02.1976                    | [ БС 15 ] [ ГС 51 ] [ НЛ 49 ]   |
| 660   | Бордюго́в Андрей Алексеевич укр. Бордюгов Андрій Олексійович                             | 18.08.1945            | авиация      | командир звена 955-го штурмового авиационного полка 305-й штурмовой авиационной дивизии 15-й воздушной армии 2-го Прибалтийского фронта | старший лейтенант         | 02.02.1922 — 01.03.2003                    | [ БС 15 ] [ ГС 52 ] [ НЛ 50 ]   |
| 661   | Боре́ев Николай Ильич                                                                    | 09.02.1944            | артиллерия   | командир батареи 1958-го истребительного противотанкового артиллерийского полка 41-й истребительной противотанковой артиллерийской бригады РГК в составе 65-й армии Белорусского фронта | старший лейтенант         | 27.02.1922 — 11.03.2003                    | [ БС 15 ] [ ГС 53 ] [ НЛ 51 ]   |
| 662   | Боре́йко Аркадий Александрович бел. Барэйка Аркадзь Аляксандравіч                        | 15.01.1944            | генерал      | командир 9-го гвардейского стрелкового корпуса 61-й армии Центрального фронта | гвардии генерал-майор     | 26.01.1898 — 12.12.1955                    | [ БС 15 ] [ ГС 54 ] [ НЛ 52 ]   |
| 663   | Борзе́нко Сергей Александрович укр. Борзенко Сергій Олександрович                        | 17.11.1943            | пехота       | фронтовой корреспондент газеты 18-й армии «Знамя Родины» Северо-Кавказского фронта | майор                     | 02.07.1909 — 19.02.1972                    | [ БС 15 ] [ ГС 55 ] [ НЛ 53 ]   |
| 664   | Борзо́в Иван Иванович                                                                    | 22.07.1944            | морской флот | командир 1-го гвардейского минно-торпедного авиационного полка 8-й минно-торпедной авиационной дивизии ВВС Балтийского флота | гвардии майор             | 21.10.1915 — 04.06.1974                    | [ БС 15 ] [ ГС 56 ] [ НЛ 54 ]   |
| 665   | Бори́дько Фёдор Петрович укр. Борідько Федір Петрович                                    | 27.02.1945            | танкист      | командир танкового батальона 44-й гвардейской танковой бригады 11-го гвардейского танкового корпуса 1-й гвардейской танковой армии 1-го Белорусского фронта | гвардии майор             | 30.05.1913 — 19.03.1945                    | [ БС 16 ] [ ГС 57 ] [ НЛ 55 ]   |
| 666   | Бо́рин Иван Андрианович                                                                  | 27.06.1945            | артиллерия   | командир орудия 7-го гвардейского кавалерийского полка 2-й гвардейской кавалерийской дивизии 1-го гвардейского кавалерийского корпуса 3-й гвардейской танковой армии 1-го Украинского фронта | гвардии старший сержант   | 25.01.1908 — 22.01.1966                    | [ БС 17 ] [ ГС 58 ] [ НЛ 56 ]   |
| 667   | Бо́риса Губертас Иокубович лит. Borisa Hubertas                                          | 01.07.1958            | партизан     | активный участник партизанской борьбы в Литве, член Каунасского подпольного городского комитета комсомола | —                         | 27.08.1920 — 27.04.1944                    | ——                              |
| 668   | Борисе́вич Иван Андреевич                                                                | 22.08.1944            | артиллерия   | командир орудия 971-го артиллерийского полка 110-й стрелковой дивизии 50-й армии 2-го Белорусского фронта | старший сержант           | 13.03.1917 — 22.11.1981                    | [ БС 17 ] [ ГС 60 ] [ НЛ 57 ]   |
| 669   | Борисе́нко Василий Павлович укр. Борисенко Василь Павлович                               | 10.01.1944            | артиллерия   | командир огневого взвода артиллерийской батареи 42-го стрелкового полка 180-й стрелковой дивизии 38-й армии Воронежского фронта | лейтенант                 | 1923 — 10.01.1945                          | [ БС 17 ] [ ГС 61 ] [ НЛ 58 ]   |
| 670   | Борисе́нко Владимир Александрович бел. Барысенка Уладзімір Аляксандравіч                 | 01.07.1944            | артиллерия   | командир 1428-го лёгкого артиллерийского полка 65-й лёгкой артиллерийской бригады 18-й артиллерийской дивизии 3-го артиллерийского корпуса прорыва РГК в составе 2-й ударной армии Ленинградского фронта | майор                     | 25.01.1912 — 14.04.1993                    | [ БС 17 ] [ ГС 62 ] [ НЛ 59 ]   |
| 671   | Борисе́нко Григорий Яковлевич                                                            | 17.11.1939            | танкист      | командир 207-го отдельного разведывательного батальона 6-й лёгкой танковой бригады 1-й армейской группы | капитан                   | 21.09.1901 — 29.07.1972                    | ——                              |
| 672   | Борисе́нко Иван Иванович укр. Борисенко Іван Іванович                                    | 15.05.1946            | авиация      | заместитель командира эскадрильи 73-го гвардейского истребительного авиационного полка 6-й гвардейской истребительной авиационной дивизии 5-й воздушной армии 2-го Украинского фронта | гвардии капитан           | 28.09.1923 — 22.04.1988                    | [ БС 18 ] [ ГС 64 ] [ НЛ 60 ]   |
| 673   | Борисе́нко Михаил Петрович укр. Борисенко Михайло Петрович                               | 13.09.1944            | артиллерия   | командир 881-го самоходного артиллерийского полка 3-го танкового корпуса 2-й танковой армии 2-го Украинского фронта | капитан                   | 21.08.1909 — 28.12.1979                    | [ БС 18 ] [ ГС 65 ] [ НЛ 61 ]   |
| 674   | Борисе́нко Степан Григорьевич                                                            | 31.05.1945            | артиллерия   | командир орудия 655-го артиллерийского полка 212-й стрелковой дивизии 61-й армии 1-го Белорусского фронта | сержант                   | 28.12.1910 — 15.02.1945                    | [ БС 18 ] [ ГС 66 ] [ НЛ 62 ]   |
| 675   | Бори́скин Анатолий Васильевич                                                            | 22.02.1944            | пехота       | командир взвода 106-й отдельной гвардейской разведывательной роты 110-й гвардейской стрелковой дивизии 37-й армии Степного фронта | гвардии старший сержант   | 14.11.1919 — 18.04.2000                    | [ БС 18 ] [ ГС 67 ] [ НЛ 63 ]   |
| 676   | Бори́скин Пётр Никитович                                                                 | 27.06.1945            | танкист      | командир танка Мк 87-го отдельного танкового полка 7-й гвардейской кавалерийской дивизии 1-го гвардейского кавалерийского корпуса 1-го Украинского фронта | младший лейтенант         | 20.07.1921 — 08.04.1990                    | [ БС 18 ] [ ГС 68 ] [ НЛ 64 ]   |
| 677   | Бори́скин Фёдор Иванович                                                                 | 13.11.1943            | пехота       | наводчик станкового пулемёта 1129-го стрелкового полка 337-й стрелковой дивизии 40-й армии Воронежского фронта | ефрейтор                  | 08.04.1909 — 22.11.1943                    | [ БС 18 ] [ ГС 69 ] [ НЛ 65 ]   |
| 678   | Бори́сов Александр Михайлович                                                            | 22.07.1941            | танкист      | командир танка БТ-7 1-го танкового полка 1-й танковой дивизии 14-й армии Северного фронта | старший сержант           | 1917 — 05.08.1941                          | [ БС 19 ] [ ГС 70 ] [ НЛ 66 ]   |
| 679   | Бори́сов Борис Степанович                                                                | 20.12.1943            | пехота       | командир батальона 184-го гвардейского стрелкового полка 62-й гвардейской стрелковой дивизии 37-й армии Степного фронта | гвардии капитан           | 24.07.1917 — 25.04.1973                    | [ БС 20 ] [ ГС 71 ] [ НЛ 67 ]   |
| 680   | Бори́сов Василий Александрович                                                           | 31.12.1942            | авиация      | командир звена 750-го авиационного полка 17-й авиационной дивизии Авиации дальнего действия | майор                     | 12.04.1913 — 22.04.1993                    | [ БС 20 ] [ ГС 72 ] [ НЛ 68 ]   |
| 681   | Бори́сов Василий Дмитриевич                                                              | 23.02.1945            | авиация      | командир звена 8-го отдельного разведывательного авиационного полка 8-й воздушной армии 4-го Украинского фронта | капитан                   | 01.09.1918 — 01.04.1982                    | [ БС 20 ] [ ГС 73 ] [ НЛ 69 ]   |
| 682   | Бори́сов Василий Петрович                                                                | 26.04.1971            | —            | лётчик-испытатель ОКБ имени А. Н. Туполева | —                         | 10.01.1929 — 30.03.2001                    | ——                              |
| 683   | Бори́сов Владимир Александрович                                                          | 06.04.1945            | генерал      | командир 44-й гвардейской стрелковой дивизии 65-й армии 1-го Белорусского фронта | гвардии генерал-майор     | 14.10.1903 — 19.03.1993                    | [ БС 20 ] [ ГС 75 ] [ НЛ 70 ]   |
| 684   | Бори́сов Владимир Иванович                                                               | 19.08.1944            | авиация      | командир звена 10-го гвардейского авиационного полка 3-й гвардейской авиационной дивизии 3-го гвардейского авиационного корпуса Авиации дальнего действия | гвардии капитан           | 14.10.1918 — 30.03.1974                    | [ БС 20 ] [ ГС 76 ] [ НЛ 71 ]   |
| 685   | Бори́сов Георгий Алексеевич                                                              | 27.06.1945            | пехота       | помощник командира взвода 130-й отдельной разведывательной роты 149-й стрелковой дивизии 3-й гвардейской армии 1-го Украинского фронта | старший сержант           | 28.05.1911 — 19.01.1996                    | [ БС 21 ] [ ГС 77 ] [ НЛ 72 ]   |
| 686   | Бори́сов Иван Григорьевич                                                                | 01.11.1943            | авиация      | командир звена 9-го гвардейского истребительного авиационного полка 6-й гвардейской истребительной авиационной дивизии 8-й воздушной армии 4-го Украинского фронта | гвардии старший лейтенант | 28.09.1921 — 10.08.1954                    | [ БС 22 ] [ ГС 78 ] [ НЛ 73 ]   |
| 687   | Бори́сов Иван Дмитриевич                                                                 | 07.02.1940            | авиация      | помощник командира эскадрильи 5-го истребительного авиационного полка 61-й истребительной авиационной бригады ВВС Балтийского флота | старший лейтенант         | 1913 — 25.12.1939                          | ——                              |
| 688   | Бори́сов Иван Фёдорович                                                                  | 28.04.1945            | танкист      | командир танка Т-34 36-й гвардейской танковой бригады 4-го гвардейского механизированного корпуса 7-й гвардейской армии 2-го Украинского фронта | гвардии младший лейтенант | 28.08.1924 — 27.05.1994                    | [ БС 22 ] [ ГС 80 ] [ НЛ 74 ]   |
| 689   | Бори́сов Леонид Николаевич                                                               | 27.06.1945            | пехота       | командир роты 228-го гвардейского стрелкового полка 78-й гвардейской стрелковой дивизии 5-й гвардейской армии 1-го Украинского фронта | гвардии старший лейтенант | 1915 — 01.02.1945                          | [ БС 22 ] [ ГС 81 ] [ НЛ 75 ]   |
| 690   | Бори́сов Михаил Алексеевич                                                               | 06.05.1965            | авиация      | командир звена 62-го истребительного авиационного полка ВВС Черноморского флота | младший лейтенант         | 11.11.1917 — 10.08.1942                    | ——                              |
| 691   | Бори́сов Михаил Алексеевич                                                               | 10.01.1944            | пехота       | командир взвода роты автоматчиков 342-го стрелкового полка 136-й стрелковой дивизии 38-й армии Воронежского фронта | младший лейтенант         | 1919 — 13.10.1943                          | [ БС 22 ] [ ГС 83 ] [ НЛ 76 ]   |
| 692   | Бори́сов Михаил Владимирович бел. Барысаў Міхаіл Уладзіміравіч                           | 06.03.1945            | авиация      | заместитель командира эскадрильи 51-го минно-торпедного авиационного полка 8-й минно-торпедной авиационной дивизии ВВС Балтийского флота | лейтенант                 | 16.04.1923 — 16.04.2012                    | [ БС 22 ] [ ГС 84 ] [ НЛ 77 ]   |
| 693   | Бори́сов Михаил Иванович                                                                 | 23.10.1943            | комиссар     | заместитель по политической части командира батальона 957-го стрелкового полка 309-й стрелковой дивизии 40-й армии Воронежского фронта | капитан                   | 06.09.1899 — 23.02.1970                    | [ БС 22 ] [ ГС 85 ] [ НЛ 78 ]   |
| 694   | Бори́сов Михаил Павлович                                                                 | 10.04.1945            | инженер      | командир отделения 18-го отдельного моторизированного понтонно-мостового батальона 3-й понтонно-мостовой бригады 13-й армии 1-го Украинского фронта | ефрейтор                  | 1924 — 30.04.1945                          | [ БС 23 ] [ ГС 86 ] [ НЛ 79 ]   |
| 695   | Бори́сов Михаил Семёнович                                                                | 17.10.1943            | пехота       | командир 212-го гвардейского стрелкового полка 75-й гвардейской стрелковой дивизии 60-й армии Центрального фронта | гвардии полковник         | 21.01.1904 — 09.02.1944                    | [ БС 23 ] [ ГС 87 ] [ НЛ 80 ]   |
| 696   | Бори́сов Михаил Фёдорович                                                                | 10.01.1944            | комиссар     | комсорг артиллерийского дивизиона 58-й мотострелковой бригады 2-го танкового корпуса Воронежского фронта | гвардии старший сержант   | 22.03.1924 — 10.03.2010                    | [ БС 23 ] [ ГС 88 ] [ НЛ 81 ]   |
| 697   | Бори́сов Николай Борисович                                                               | 22.07.1944            | пехота       | командир батальона 215-го стрелкового полка 179-й стрелковой дивизии 43-й армии 1-го Прибалтийского фронта | майор                     | 19.12.1918 — 10.07.1978                    | [ БС 23 ] [ ГС 89 ] [ НЛ 82 ]   |
| 698   | Бори́сов Николай Денисович                                                               | 29.06.1945            | пехота       | автоматчик 2-й гвардейской механизированной бригады 1-го гвардейского механизированного корпуса 4-й гвардейской армии 3-го Украинского фронта | гвардии красноармеец      | 16.08.1923 — 24.12.1988                    | [ БС 23 ] [ ГС 90 ] [ НЛ 83 ]   |
| 699   | Бори́сов Николай Иванович                                                                | 15.05.1946            | артиллерия   | командир батареи 177-го гвардейского стрелкового полка 60-й гвардейской стрелковой дивизии 5-й ударной армии 1-го Белорусского фронта | гвардии капитан           | 28.04.1913 — 21.10.1945                    | [ БС 24 ] [ ГС 91 ] [ НЛ 84 ]   |
| 700   | Бори́сов Пётр Павлович                                                                   | 20.05.1940            | пехота       | командир 11-й стрелковой дивизии 15-й армии | комбриг                   | 07.09.1901 — 05.02.1940                    | [ БС 25 ] [ ГС 92 ] [ НЛ 85 ]   |
| 701   | Бори́сов Пётр Сергеевич                                                                  | 15.05.1946            | авиация      | заместитель командира эскадрильи 686-го штурмового авиационного полка 289-й штурмовой авиационной дивизии 7-го штурмового авиационного корпуса 13-й воздушной армии Ленинградского фронта | старший лейтенант         | 27.06.1921 — 29.02.1968                    | [ БС 25 ] [ ГС 93 ] [ НЛ 86 ]   |
| 702   | Борисю́к Александр Евстафьевич                                                           | 24.03.1945            | артиллерия   | командир миномётного взвода 588-го стрелкового полка 142-й стрелковой дивизии 23-й армии Ленинградского фронта | старший сержант           | 1921 — 26.02.1945                          | [ БС 25 ] [ ГС 94 ] [ НЛ 87 ]   |
| 703   | Борисю́к Иван Иванович укр. Борисюк Іван Іванович                                        | 07.08.1943            | артиллерия   | командир взвода 45-миллиметровых пушек 676-го стрелкового полка 15-й стрелковой дивизии 13-й армии Центрального фронта | младший лейтенант         | 13.11.1914 — 28.07.1944                    | [ БС 25 ] [ ГС 95 ] [ НЛ 88 ]   |
| 704   | Борисю́к Сергей Фёдорович укр. Борисюк Сергій Федорович                                  | 13.09.1944            | пехота       | разведчик 797-го стрелкового полка 232-й стрелковой дивизии 40-й армии 2-го Украинского фронта | красноармеец              | 20.03.1924 — 04.06.1998                    | [ БС 25 ] [ ГС 96 ] [ НЛ 89 ]   |
| 705   | Бориче́вский Артём Иванович бел. Барычэўскі Арцём Іванавіч                               | 24.03.1945            | пехота       | заместитель командира батальона 190-го стрелкового полка 5-й стрелковой дивизии 3-й армии 2-го Белорусского фронта | капитан                   | 28.06.1891 — 02.11.1969                    | [ БС 25 ] [ ГС 97 ] [ НЛ 90 ]   |
| 706   | Борканю́к Алексей Алексеевич укр. Борканюк Олекса Олексійович                            | 08.05.1965            | партизан     | один из организаторов подпольной и партизанской борьбы на Закарпатье, секретарь Закарпатского крайкома партии | —                         | 16.01.1901 — 03.10.1942                    | ——                              |
| 707   | Боровико́в Андрей Евстигнеевич                                                           | 25.10.1938            | авиация      | штурман бомбардировщика 59-й авиационной эскадрильи 1-й Приморской армии Дальневосточного фронта | старший лейтенант         | 20.09.1912 — 06.08.1938                    | ——                              |
| 708   | Боровиче́нко Мария Сергеевна укр. Боровиченко Марія Сергіївна                            | 06.05.1965            | медики       | санитарка 32-го гвардейского артиллерийского полка 13-й гвардейской стрелковой дивизии 5-й гвардейской армии Воронежского фронта | гвардии сержант           | 21.10.1925 — 14.07.1943                    | ——                              |
| 709   | Боровко́в Виктор Дмитриевич                                                              | 06.12.1949            | авиация      | командир эскадрильи 30-го гвардейского истребительного авиационного полка 1-й гвардейской истребительной авиационной дивизии 30-й воздушной армии Прибалтийского военного округа | гвардии капитан           | 28.03.1916 — 04.08.1995                    | ——                              |
| 710   | Боровко́в Орест Николаевич                                                               | 22.02.1939            | авиация      | командир бомбардировочной авиационной эскадрильи в составе Национально-революционной армии Китайской Республики | майор                     | 14.12.1908 — 14.12.1978                    | ——                              |
| 711   | Боровко́в Павел Игнатьевич                                                               | 10.04.1945            | инженер      | наводчик противотанкового ружья 76-го отдельного штурмового инженерно-сапёрного батальона 16-й штурмовой инженерно-сапёрной бригады РГК в составе войск 1-го Украинского фронта | младший сержант           | 30.06.1912 — 21.11.1990                    | [ БС 27 ] [ ГС 103 ] [ НЛ 91 ]  |
| 712   | Боровы́х Андрей Егорович                                                                 | 24.08.1943 23.02.1945 | авиация      | командир звена 157-го истребительного авиационного полка 273-й истребительной авиационной дивизии 6-го истребительного авиационного корпуса 16-й воздушной армии Центрального фронта командир эскадрильи 157-го истребительного авиационного полка 234-й истребительной авиационной дивизии 6-го истребительного авиационного корпуса 16-й воздушной армии 1-го Белорусского фронта | младший лейтенант капитан | 30.10.1921 — 07.11.1989                    | [ БС 27 ] [ ГС 104 ] [ НЛ 92 ]  |
| 713   | Борода́вкин Илья Сергеевич                                                               | 24.12.1943            | артиллерия   | командир орудия 330-го гвардейского истребительно-противотанкового артиллерийского полка 9-й гвардейской истребительно-противотанковой артиллерийской бригады РГК в составе 47-й армии Воронежского фронта | гвардии старший сержант   | 02.08.1908 — 23.06.1978                    | [ БС 28 ] [ ГС 105 ] [ НЛ 93 ]  |
| 714   | Бородачёв Виктор Иванович                                                               | 01.07.1944            | авиация      | командир эскадрильи 40-го гвардейского истребительного авиационного полка 8-й гвардейской истребительной авиационной дивизии 5-го истребительного авиационного корпуса 2-й воздушной армии 1-го Украинского фронта | гвардии капитан           | 23.08.1918 — 11.07.1968                    | [ БС 29 ] [ ГС 106 ] [ НЛ 94 ]  |
| 715   | Боро́дий Алексей Демьянович укр. Бородій Олексій Дем'янович                              | 08.05.1965            | партизан     | активный участник партизанской борьбы на Украине, секретарь Житомирского подпольного обкома КП(б)У | —                         | 23.04.1902 — 30.05.1943                    | ——                              |
| 716   | Бороди́н Алексей Иванович                                                                | 01.05.1943            | авиация      | начальник воздушно-стрелковой службы 504-го штурмового авиационного полка 226-й штурмовой авиационной дивизии 8-й воздушной армии Южного фронта | старший лейтенант         | 30.03.1917 — 08.09.1999                    | [ БС 29 ] [ ГС 108 ] [ НЛ 95 ]  |
| 717   | Бороди́н Виктор Петрович                                                                 | 18.08.1945            | авиация      | заместитель командира эскадрильи 565-го штурмового авиационного полка 224-й штурмовой авиационной дивизии 8-го штурмового авиационного корпуса 8-й воздушной армии 4-го Украинского фронта | старший лейтенант         | 06.06.1923 — 26.06.1993                    | [ БС 29 ] [ ГС 109 ] [ НЛ 96 ]  |
| 718   | Бороди́н Георгий Демьянович                                                              | 16.05.1944            | артиллерия   | командир орудия 12-го истребительно-противотанкового артиллерийского полка 40-й армии Воронежского фронта | старший сержант           | 26.12.1918 — 31.08.1998                    | [ БС 29 ] [ ГС 110 ] [ НЛ 97 ]  |
| 719   | Бороди́н Иван Фёдорович                                                                  | 27.06.1945            | кавалерия    | пулемётчик 7-го гвардейского кавалерийского полка 2-й гвардейской кавалерийской дивизии 1-го гвардейского кавалерийского корпуса 21-й армии 1-го Украинского фронта | гвардии красноармеец      | 1925 — 25.04.1945                          | [ БС 29 ] [ ГС 111 ] [ НЛ 98 ]  |
| 720   | Бороди́н Леонид Григорьевич укр. Бородін Леонід Григорович                               | 31.05.1945            | артиллерия   | наводчик орудия 1137-го лёгкого артиллерийского полка 169-й лёгкой артиллерийской бригады 14-й артиллерийской дивизии 6-го артиллерийского корпуса прорыва РГК в составе 5-й ударной армии 1-го Белорусского фронта | младший сержант           | 01.07.1925 — 04.02.2015                    | [ БС 29 ] [ ГС 112 ] [ НЛ 99 ]  |
| 721   | Бороди́н Николай Васильевич                                                              | 23.02.1945            | авиация      | заместитель командира эскадрильи 43-го истребительного авиационного полка 278-й истребительной авиационной дивизии 3-го истребительного авиационного корпуса 1-й воздушной армии 3-го Белорусского фронта | старший лейтенант         | 10.02.1919 — 26.03.1946                    | [ БС 30 ] [ ГС 113 ] [ НЛ 100 ] |
| 722   | Бороди́н Николай Иванович                                                                | 24.03.1945            | пехота       | помощник командира взвода 171-го гвардейского стрелкового полка 1-й гвардейской стрелковой дивизии 11-й гвардейской армии 3-го Белорусского фронта | гвардии старший сержант   | 25.09.1923 — 24.10.1975                    | [ БС 30 ] [ ГС 114 ] [ НЛ 101 ] |
| 723   | Бороди́н Тимофей Степанович бел. Барадзін Цімафей Сцяпанавіч                             | 08.05.1965            | партизан     | активный участник партизанской борьбы в Белоруссии, руководитель оперативного центра по координации деятельности подпольных групп | —                         | 14.08.1917 — 20.06.1942                    | [ БС 30 ] [ ГС 115 ] [ НЛ 102 ] |
| 724   | Бороду́лин Сергей Дмитриевич                                                             | 24.03.1945            | артиллерия   | наводчик реактивной установки 3-го гвардейского миномётного полка 3-го гвардейского кавалерийского корпуса 3-го Белорусского фронта | гвардии красноармеец      | 08.10.1924 — 26.06.1944                    | [ БС 30 ] [ ГС 116 ] [ НЛ 103 ] |
| 725   | Борозе́нец Степан Николаевич                                                             | 18.08.1945            | авиация      | командир звена 569-го штурмового авиационного полка 199-й штурмовой авиационной дивизии 4-го штурмового авиационного корпуса 4-й воздушной армии 2-го Белорусского фронта | лейтенант                 | 20.08.1922 — 26.08.2016                    | [ БС 30 ] [ ГС 117 ] [ НЛ 104 ] |
| 726   | Боро́нин Иван Константинович                                                             | 13.12.1942            | авиация      | командир эскадрильи 366-го бомбардировочного авиационного полка 219-й бомбардировочной авиационной дивизии 4-й воздушной армии Закавказского фронта | майор                     | 25.09.1909 — 12.03.1944                    | [ БС 30 ] [ ГС 118 ] [ НЛ 105 ] |
| 727   | Боро́нин Михаил Петрович                                                                 | 22.02.1944            | авиация      | штурман звена 9-го гвардейского минно-торпедного авиационного полка 5-й минно-торпедной авиационной дивизии Военно-воздушных сил Северного флота | гвардии лейтенант         | 10.11.1914 — 11.05.1944                    | [ БС 31 ] [ ГС 119 ] [ НЛ 106 ] |
| 728   | Боро́нин Никифор Данилович                                                               | 22.07.1944            | пехота       | командир отделения 215-го стрелкового полка 179-й стрелковой дивизии 43-й армии 1-го Прибалтийского фронта | сержант                   | 05.05.1901 — 26.10.1961                    | [ БС 32 ] [ ГС 120 ] [ НЛ 107 ] |
| 729   | Борсо́ев Владимир Бузинаевич бур. Борсоев Владимир                                       | 06.05.1965            | артиллерия   | командир 7-й гвардейской истребительно-противотанковой артиллерийской бригады РГК в составе 60-й армии 1-го Украинского фронта | гвардии полковник         | 13.04.1906 — 08.03.1945                    | ——                              |
| 730   | Бо́ртник Роман Иосифович укр. Бортник Роман Йосипович                                    | 24.03.1945            | пехота       | командир 965-го стрелкового полка 274-й стрелковой дивизии 69-й армии 1-го Украинского фронта | полковник                 | 28.07.1908 — 17.04.1945                    | [ БС 32 ] [ ГС 122 ] [ НЛ 108 ] |

| Навигационная таблица | Навигационная таблица                |
| --------------------- | ------------------------------------ |
| «Б»                   | Бабаджанян Амазасп — Балебин Василий |
| «Б»                   | Баленко Александр — Батяев Василий   |
| «Б»                   | Бахаев Степан — Белоусов Павел       |
| «Б»                   | Белоусов Степан — Бирченко Иван      |
| «Б»                   | Бирюзов Сергей — Бойцов Игорь        |
| «Б»                   | Бойцов Филипп — Бортник Роман        |
| «Б»                   | Бортовский Матвей — Булаев Александр |
| «Б»                   | Булаенко Иван — Бяков Алексей        |